# Joint Strategic and Operations Group
Le Joint Strategic and Operations Group, aussi connu sous le nom de Joint Strategic Plans and Operations Group (JSPOG), était une commission établie durant la guerre de Corée pour faciliter la communication et l'interaction entre les différentes forces armées des États-Unis.
Elle joua un rôle important en 1950 dans la bataille d'Incheon (Opération Chromite).